# Jason-2
Jason-2 eller Ocean Surface Topography Mission är en satellit som studerade jordens hav. Den är ett samarbete mellan den franska rymdmyndigheten, Centre national d'études spatiales (CNES), USA:s motsvarighet NASA, Europeiska vädersatellitorganisationen (EUMETSAT) och USA:s National Oceanic and Atmospheric Administration (NOAA). Den sköts upp med en Delta II-raket från Vandenberg Air Force Base i Kalifornien den 20 juni 2008.